# دهو الدار (صعفان)

تعديل مصدري - تعديل

دهو الدار هي إحدى قرى عزلة الطرف بمديرية صعفان التابعة لمحافظة صنعاء، بلغ تعداد سكانها 1063 نسمة حسب تعداد اليمن لعام 2004.